# Marie-Caroline d'Autriche (1740-1741)
 (décembre 2020).
Marie-Caroline Ernestine Antoinette Jeanne Josèphe de Habsbourg-Lorraine, en allemand Maria-Karolina Ernestina Antonia Johanna Josépha, archiduchesse d'Autriche, princesse de Bohême et de Hongrie, (Vienne, 12 janvier 1740 - Vienne,25 janvier 1741) est un membre de la Maison de Habsbourg-Lorraine

## Princesses en temps de guerre

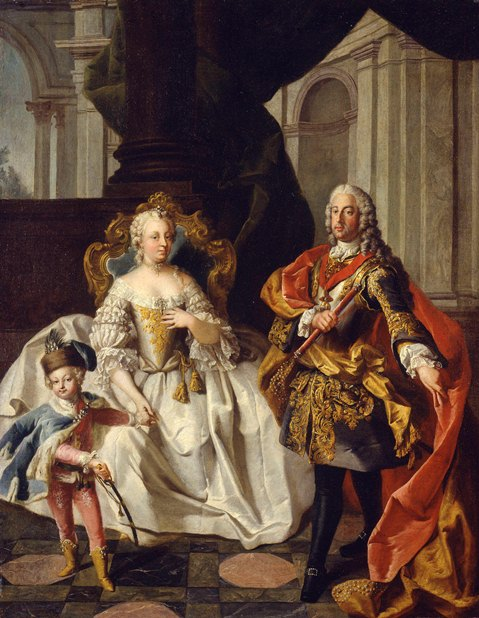
Les parents de l'archiduchesse (l'archiduc-héritier tant attendu est né peu après la mort de la petite fille) (Palko, 1747)

Troisième fille du duc de Lorraine et grand-duc de Toscane François-Etienne et de l'archiduchesse Marie-Thérèse d'Autriche (1717-1780), l'archiduchesse Marie-Caroline est la troisième petite-fille de l'empereur Charles VI du Saint-Empire, à qui il ne reste que deux filles survivantes. Le sexe de l'enfant est une déception car le souverain comme ses peuples attendent avec impatience l'enfant mâle appelé à recueillir l'héritage de la Maison de Habsbourg et le titre impérial.
L'empereur meurt en octobre suivant et l'archiduchesse Marie-Thérèse, enceinte de quatre mois, devient la souveraine des possessions héréditaires de la Maison de Habsbourg. Cependant, la couronne impériale n'est transmissible qu'à un homme (élu par neuf princes souverains de l'empire, membres du collège électoral) et la jeune femme souhaite faire élire son mari.
Profitant de sa faiblesse apparente, les souverains européens font entendre leurs ambitions et leur désir de démembrer  les possessions de leur parente. Dès le mois de décembre, le roi Frédéric II  de Prusse, qui bénéficiait de la confiance de la jeune souveraine, envahit sans crier gare la riche province de Silésie.

## Requiem pour une archiduchesse défunte
La petite archiduchesse Marie-Caroline meurt le 25 janvier 1741 à l'âge de 1 an et 13 jours d'un empoisonnement au vert-de-gris probablement dû à une timbale en argent mal nettoyée. Sa mort ajoute un malheur privé à la reine Marie-Thérèse, enceinte pour la quatrième fois, cernée de toute part par ses ennemis et qui a déjà perdu sa fille aînée le 7 juin 1740. La dépouille de l'enfant fut déposée dans la crypte des Capucins, nécropole impériale.

## Épilogue
La jeune souveraine accouche en mars suivant du prince tant attendu, première revanche sur un environnement hostile. Sur les conseils de sa mère, la très pieuse jeune femme fera donner à son fils le prénom du père nourricier du Christ : Joseph.

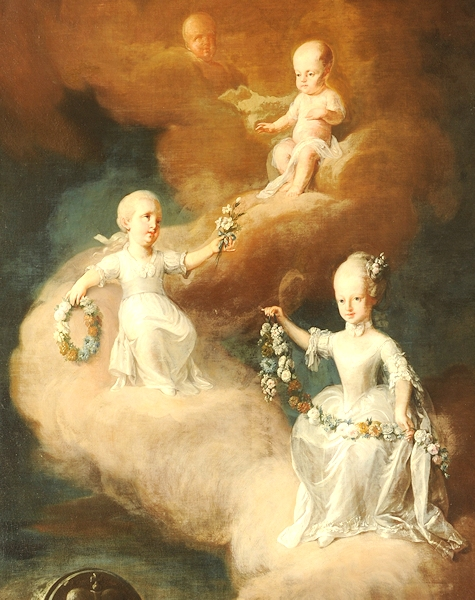
Marie-Caroline (assise en haut) et ses trois sœurs, elles aussi mortes dans l'enfance.

Le prénom de l'archiduchesse défunte sera attribué à deux de ses sœurs cadettes : Marie-Caroline d'Autriche (1748)  née et morte le 17 septembre 1748 et Marie-Caroline d'Autriche (1752-1814) qui sera reine de Naples et de Sicile et une farouche opposante à la Révolution française qui sacrifia sa sœur Marie-Antoinette et à l'empire napoléonien qui sacrifia sa petite-fille Marie-Louise.

## Source
Elisabeth Badinter : Le pouvoir au féminin, Marie-Thérèse d'Autriche, l'impératrice-reine, Flammarion, Paris, 2016 (page 116)
- Stollberg-Rilinger, Barbara, Maria Theresia: Die Kaiserin in ihrer Zeit. Eine Biographie, Munich, C.H. Beck, 2017 (ISBN 978-3-406-69748-7)